# پریم (آرکانزاس)
پریم (به انگلیسی: Prim) یک منطقهٔ مسکونی در ایالات متحده آمریکا است که در شهرستان کلیبرن، آرکانزاس واقع شده‌است. پریم ۳۷۰٫۰۳ متر بالاتر از سطح دریا واقع شده‌است.